# Gunnel Ahlin
Gunnel Maria Ahlin (nacida Hellman, Orsa församling, Dalarna, 1 de junio de 1918-Estocolmo, 7 de enero de 2007) fue una escritora y maestra sueca.
Era la hija del rector John Hellman y su esposa Aina Albihn. Se casó en 1946 con el autor Lars Ahlin y tuvieron un hijo, el astrónomo Per Ahlin.

## Obra
- Röster en sommar, 1960
- Här dansar, 1962
- Puls, 1964
- Refuge, 1967
- Hannibal sonen, 1974
- Hannibal segraren, 1982
- Lars Ahlin växer upp, 2001
- Nu ska vi ta pulsen på världen, 2005

## Premios
- 1982– Kellgrenpriset
- 1983 – Aniarapriset
- 2001 – De Nios Vinterpris
- 2002 – Birger Schöldströms pris